# بالدکابایرس
بالدکابایرس (به اسپانیایی: Valdecaballeros) یک شهرستان در اسپانیا است که در استان باداخس واقع شده‌است.